# Вранково
Вранково или Вранков чифлик (на гръцки: Κάτω Καρυδιά, Като Каридия, до 1927 година Βράνκοβο, Вранково) е бивше село в Република Гърция, разположено на територията на дем Синтика, област Централна Македония.

## География
Вранково е било разположено на 37 километра северно от град Сяр (Серес) и на 22 километра северно от Валовища (Сидирокастро) в Петричко-Санданската котловина в северното подножие на Сенгелската планина (Ангистро или Цингели) на границата с България на левия бряг на река Батак дере.

## История

### Етимология
Според Йордан Н. Иванов името е по личното име Вранко, умалително от Вран, успоредно на Вранчо от старобългарското . Свързвано е с името на великия дук Врана от Кърчевския надпис - Кърчово е съседно село. Сравними са имената на град Враня и село Враня и други.

### В Османската империя
В края на XIX век Вранково е българско село, спадащо към Демирхисарската каза на Серски санджак. Александър Синве („Les Grecs de l’Empire Ottoman. Etude Statistique et Ethnographique“), който се основава на гръцки данни, в 1878 година пише, че в Врано Взерлик (Vrano Vzerlik), Мелнишка епархия, живеят 100 гърци.
В 1891 година Георги Стрезов пише за селото:
| „ | Вранков чифлик, на юг от горния чифлик 1/4 час. Принадлежи на един демирхисарски ага. И в двата тези чифлика почвата е блатиста та благоприятства разработвание много оризници. Църква „Св. Атанас“, в която се черкуват всичките околни чифлици. Има и училище с 20 ученика. Четат смесено. 12 къщи българе. | “ |

Според статистиката на Васил Кънчов („Македония. Етнография и статистика“) в 1900 година във Вранков чифлик живеят 100 българи.
Всички жители на селото са под върховенството на Българската екзархия. По данни на секретаря на екзархията Димитър Мишев („La Macédoine et sa Population Chrétienne“) в 1905 година във Вранков чифлик (Vrankof-Tchiflik) има 144 българи екзархисти.

### В Гърция
През Балканската война в 1912 селото е освободено от Седма пехотна рилска дивизия на българската армия, но след Междусъюзническата война от 1913 година остава в пределите на Гърция. Българското население на Вранково се изселва предимно в новооснованото на българска територия Ново Ходжово. В 1926 година е прекръстено на Като Каридия.
Единствената оцеляла сграда на Вранково е обновената църква „Свети Атанас“.

## Личности
Родени във Вранково
- Георги Илиев Петков, служил в 67-ми пехотен полк в Българската армия, загинал през Междусъюзническата война[8]